# Финале Светског првенства у фудбалу 1958.
Финале Светског првенства 1958. је била фудбалска утакмица између Бразила и Шведске да би се одредио победник Светског првенства у фудбалу 1958. године. Бразил је победио резултатом 5−2 и тако освојио своју прву титулу светског шампиона.
Финале из 1958. држи рекорд по броју голова постигнутих у финалу Светског првенства, а дели и рекорд за највећу победничку гол разлику (са турнирима 1970. и 1998). На овом мечу су постављени рекорди и за најмлађег и за најстаријег стрелца у финалу Светског првенства; Пеле (17 година и 249 дана) и Нилс Лидхолм (35 година, 263 дана). Ово је такође било прво финале у коме су се састале репрезентације из Европе и Америке. Шведска је постала први и до сада једини домаћин који је изгубио финале Светског првенства (Мараканазо 1950. је био одлучујући меч на турниру, али није био финале). Њихов пораз је такође значио да по први пут Светско првенство у Европи није освојила нека европска нација.

## Утакмица

### Позадина
Пошто су оба тима носила жути дрес као домаћи, договорено је жребање како би се одлучило који тим ће користити своју регуларну опрему. Бразил је бојкотовао жреб, чиме је Шведска однела победу, а јужноамеричка екипа је била приморана да пронађе опрему друге боје. У почетку је Бразил требало да носи бело, али је ова идеја одбачена пошто су играчи били видно уплашени тим предлогом, присећајући се свог пораза 1950. године. На крају је особље купило 22 плаве мајице и сашило бразилски амблем.

### Резиме
Шведска је повела након само 4 минута после одличне завршнице капитена Нилса Лидхолма. Међутим, вођство није дуго трајало, пошто је Вава изједначио само 5 минута касније. У 32. минуту, Вава је постигао сличан гол као свој први и довео Бразил до вођства од 2–1 на полувремену. У 10. минуту другог полувремена Бразил је повећао вођство сјајним голом који је постигао Пеле. Преузео је контролу над лоптом унутар шеснаестерца, пребацио је преко одбрамбеног играча, а затим је шутнуо поред беспомоћног Калеа Свенсона. На половини другог полувремена Бразил је повео са 4−1 голом Марија Загала. Агне Симонсон је постигао гол за Шведску на 10 минута до краја, али је већ било прекасно. Пеле је запечатио победу Бразила резултатом 5–2 голом главом у надокнади времена.

### Детаљи
| Бразил                                    | 5–2      | Шведска                   |
| ----------------------------------------- | -------- | ------------------------- |
| Вава 9’, 32’ · Пеле 55’, 90’ · Загало 68’ | Извештај | Лидхолм 4’ · Симонсон 80’ |

| Бразил | Шведска |

|               |    |                     |  |
|               |    |                     |  |
| Г             | 3  | Жилмар              |  |
| О             | 4  | Ђалма Сантос        |  |
| О             | 15 | Орландо             |  |
| О             | 2  | Идералду Белини (к) |  |
| О             | 12 | Нилтон Сантос       |  |
| С             | 19 | Зито                |  |
| С             | 6  | Диди                |  |
| Н             | 11 | Гаринча             |  |
| Н             | 7  | Марио Загало        |  |
| Н             | 20 | Вава                |  |
| Н             | 10 | Пеле                |  |
| Селектор:     |    |                     |  |
| Висенте Феола |    |                     |  |

|             |    |                  |  |
|             |    |                  |  |
| Г           | 1  | Кале Свенсон     |  |
| О           | 2  | Орвар Бергмарк   |  |
| О           | 6  | Сиге Парлинг     |  |
| О           | 14 | Бенгт Густафсон  |  |
| О           | 3  | Свен Аксбом      |  |
| С           | 15 | Реино Берјесон   |  |
| Н           | 7  | Курт Хамрин      |  |
| Н           | 8  | Гунар Грен       |  |
| Н           | 9  | Агне Симонсон    |  |
| Н           | 4  | Нилс Лидхолм (к) |  |
| Н           | 11 | Ленарт Скоглунд  |  |
| Селектор:   |    |                  |  |
| Џорџ Рејнор |    |                  |  |

| Помоћне судије: Алберт Душ (Западна Немачка) Хуан Гардеасабал (Шпанија) | Правила - 90 минута - 30 минута продужетка ако је потребно - Доигравање ако је и даље нерешено - Измене нису дозвољене |